# Damien (rappeur)
Pour les articles homonymes, voir Damien.
 (août 2013).
Si vous disposez d'ouvrages ou d'articles de référence ou si vous connaissez des sites web de qualité traitant du thème abordé ici, merci de compléter l'article en donnant les références utiles à sa vérifiabilité et en les liant à la section « Notes et références ».
Damien, né en 1981 à Granby au Québec, est un guitariste-rappeur canadien. Pour la presse spécialisée, Damien est l'« un des fers de lance du « rap à guitare ». »

## Biographie
Damien est né à Granby au Québec. À l'âge de 12 ans, il entame son apprentissage de la guitare avec un professeur privé. C'est à 15 ans qu'il commence à écrire et à réaliser des rythmes hip-hop. Par la suite, Damien déménage dans la métropole montréalaise pour perfectionner son art à l'école de conception sonore Musitechnic. Il est diplômé en juillet 2001.
Dès la sortie de son album éponyme à l'été 2005, enregistré, mixé et réalisé seul dans le sous-sol d’une boutique de vêtements de Granby en 2002 et 2003, le son rap musical captive l'attention des médias, du public et de l'industrie. Il voit sa pièce J'aurais voulu, la reprise du Blues du businessman, être propulsée au sommet du décompte 6 à 6 de CKOI-FM à pas moins de 45 reprises et faire un tabac sur tous les palmarès des radios du Québec. Ce premier DC lui permet même de récolter une première nomination canadienne aux Canadian Urban Music Awards pour l'enregistrement francophone de l'année[réf. nécessaire]. De plus, le vidéoclip de la pièce I.C.U. est consacrée BuzzClip de la semaine à MusiquePlus dès sa sortie, et la pièce J'essaye d'arrêter s'est retrouvée au Top 5 pour trois semaines consécutives[réf. nécessaire]. L'artiste, nommé « sacré talent 2005 » par Radio-Canada, reçoit les trois nominations suivantes au gala des Mimi's 2005 : Étoile montante, Auteur-compositeur-interprète ayant le plus de potentiel et Modernité rythmique[réf. nécessaire]. 
C'est en juillet 2006 qu'il commence l'enregistrement de son deuxième album intitulé Plus que jamais au studio de l'espace Dell'Arte. À la même période, il est invité à se produire à la Techno Parade de Paris. Cet hiver pour la première fois, il a commencé l'aventure de la télévision en tant que comédien, jouant un petit vilain dans l'émission Ram Dam et il s'est continuellement produit en tournée sur les scènes des diffuseurs au Québec et en Ontario. En avril 2007, le premier extrait du deuxième DC de Damien, J'veux plus travailler, se retrouve déjà au palmarès quotidien des chansons francophones les plus demandées à MusiquePlus. Ce nouvel album de Damien est publié le 3 mai 2007.
Le 5 octobre 2010, Damien lance avec IRO Productions (celle qui a mis sur le marché son premier album) un nouvel album intitulé L'Amour Ninja,.

## Discographie
- 2002 : Ondes souterraines (compilation)
- 2004 : Damien
- 2007 : Plus que jamais
- 2010 : L'Amour ninja
- 2022 : Ondes souterraines 222